# Afrotyphlops nanus
Afrotyphlops nanus — вид змій родини сліпунів (Typhlopidae). Ендемік Кенії.

## Поширення і екологія
Afrotyphlops nanus відомі з типової місцевості, розташованої на півдні округа Кіліфі на південному сході Кенії, на висоті 295 м над рівнем моря. Вони живуть в чагарникових заростях та в акацієво-комміфорових заростях. Відкладають яйця.